# Ernest zu Hohenlohe
Ernest zu Hohenlohe (Ratibor, 1891. augusztus 5. – Lisszabon, 1947. június 17.) osztrák-német vívó. Az 1912. évi nyári olimpiai játékokon kard egyéniben indult, osztrák színekben.